# Кларіче Орсіні
Кларіче Орсіні (італ. Clarice Orsini; 1453, Монтеротондо — 1488, Флоренція) — італійська аристократка; дружина Лоренцо Медічі, мати римського папи Лева X.

## Біографія
Кларіче і Лоренцо уклали шлюб за дорученням 7 лютого 1469 року. Шлюб був влаштований матір'ю Лоренцо Лукрецією Торнабуоні, яка зустріла Кларіче 28 березня 1467 року в соборі Св. Петра; дівчина підкорила Лукрецію красою і скромністю. Крім того, Лукреція хотіла одружити старшого сина з жінкою зі знатної родини з метою підвищення соціального статусу Медічі. Посаг Кларіче становив 6000 флоринів. Вона прибула до Флоренції 4 червня 1469 року.
Кларіче не була популярною у Флоренції, оскільки її сувора релігійність суперечила гуманістичним ідеалам епохи. Навіть сам Лоренцо надавав перевагу флорентійці Лукреції Донаті, якій він присвячував свої вірші.
З 10 дітей, яких народила Кларіче в шлюбі з Лоренцо, троє померли в дитинстві.
Під час змови Пацці, метою якого було вбивство Лоренцо і його молодшого брата Джуліано, Кларіче з дітьми відправили в Пістою.
Кларіче поверталася до Риму кілька разів, щоб відвідати своїх родичів; завжди їздила одна, оскільки Лоренцо не любив Рим. Вона також відвідала Вольтерру, Колле-ді-Валь-д'Ельсуу, Пассіньяно і інші місця в 1480-х. 30 липня
1488 року померла від туберкульозу у Флоренції.

## Родина
Чоловік — Лоренцо Медічі, правитель Флоренції між 1469 та 1492 роками
Діти:
- Лукреція (1470—1553)
- П'єро (1472—1503)
- Маддалена (1473—1519)
- Контессіна Беатріче (1474)
- Джованні (1475—1521) — Папа Римський Лев X
- Луїза (1477—1488)
- Контессіна (1478—1515)
- Джуліано (1479—1516)

Прийомний син:
- Джуліо ді Джуліано де Медічі (1478—1534) — Папа Римський Климент VII